# Châteauvilain
Cet article concerne la commune de l'Isère. Pour la commune de la Haute-Marne, voir Châteauvillain.
Châteauvilain est une commune française située dans le département de l'Isère, en région Auvergne-Rhône-Alpes.
Située dans la petite région du Nord-Isère, la commune est adhérente à la communauté d'agglomération Porte de l'Isère dont le siège est fixé à L'Isle-d'Abeau. Ses habitants sont dénommés les Castelvillanois.

## Géographie

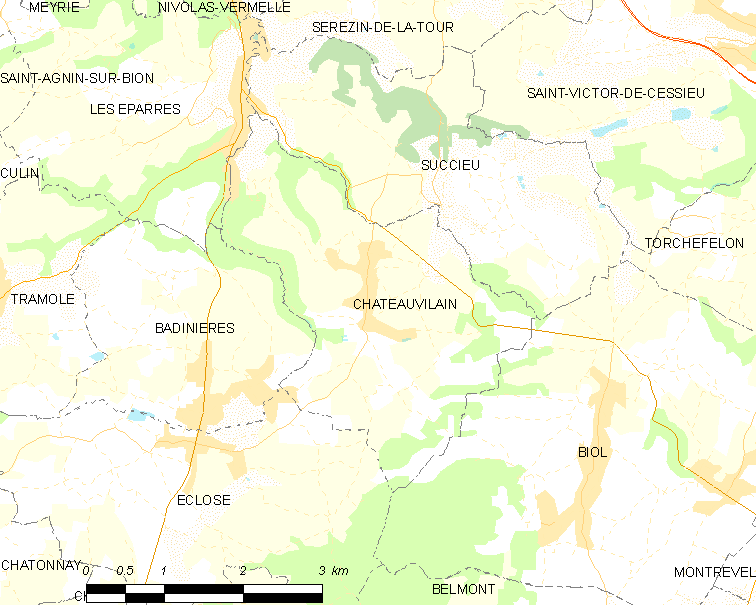
Plan du territoire de Châteauvilan et des communes voisines

### Situation et description
Châteauvilain est située dans la région naturelle des Terres froides, non loin de l'agglomération berjalienne située plus au nord.
L'ouest de la commune héberge l'espace naturel protégé de Combe Vieille.
Le centre-ville (bourg de Châteauvilain) se situe (par la route) à 52 km du centre de Lyon, préfecture de la région Auvergne-Rhône-Alpes et à 57 km de Grenoble, préfecture du département de l'Isère, ainsi qu'à 315 km de Marseille et 521 km de Paris.

### Géologie et relief
Les moraines des glaciers de l'époque quaternaire déposées sur un bloc molassique ont donné à cette partie au nord-ouest du département de l'Isère un pays de collines ondulées appelées Terres Froides. Certains spécialistes centrent cet ensemble molassique au sud du territoire de Châteauvilain.

### Hydrographie

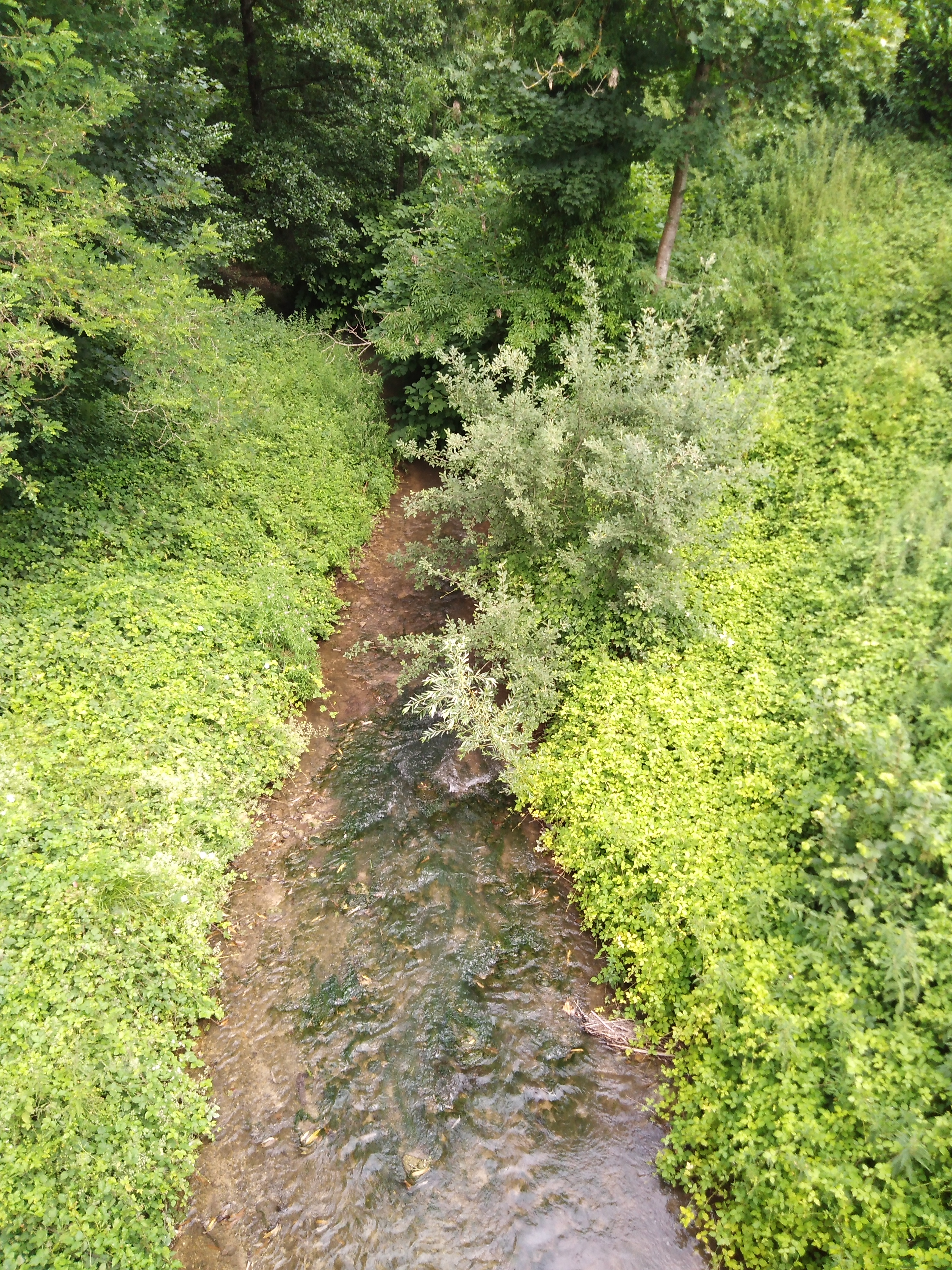
L'Agny à la Combe de Châteauvilain

L'Agny, d'une longueur de 17,1 km borde la partie occidentale du territoire de la commune. Son affluent, le ruisseau des collines, d'une longueur de 2 km, borde la partie orientale.

### Climat
Pour des articles plus généraux, voir Climat d'Auvergne-Rhône-Alpes et Climat de l'Isère.
En 2010, le climat de la commune est de type climat océanique altéré, selon une étude du Centre national de la recherche scientifique s'appuyant sur une série de données couvrant la période 1971-2000. En 2020, Météo-France publie une typologie des climats de la France métropolitaine dans laquelle la commune est exposée à un climat de montagne ou de marges de montagne et est dans la région climatique Alpes du nord, caractérisée par une pluviométrie annuelle de 1 200 à 1 500 mm, irrégulièrement répartie en été.
Pour la période 1971-2000, la température annuelle moyenne est de 10,2 °C, avec une amplitude thermique annuelle de 17,5 °C. Le cumul annuel moyen de précipitations est de 1 114 mm, avec 10,7 jours de précipitations en janvier et 6,9 jours en juillet. Pour la période 1991-2020, la température moyenne annuelle observée sur la station météorologique de Météo-France la plus proche, « Bourgoin », sur la commune de Bourgoin-Jallieu à 9 km à vol d'oiseau, est de 12,4 °C et le cumul annuel moyen de précipitations est de 844,0 mm,. Pour l'avenir, les paramètres climatiques de la commune estimés pour 2050 selon différents scénarios d'émission de gaz à effet de serre sont consultables sur un site dédié publié par Météo-France en novembre 2022.

### Voies de communication

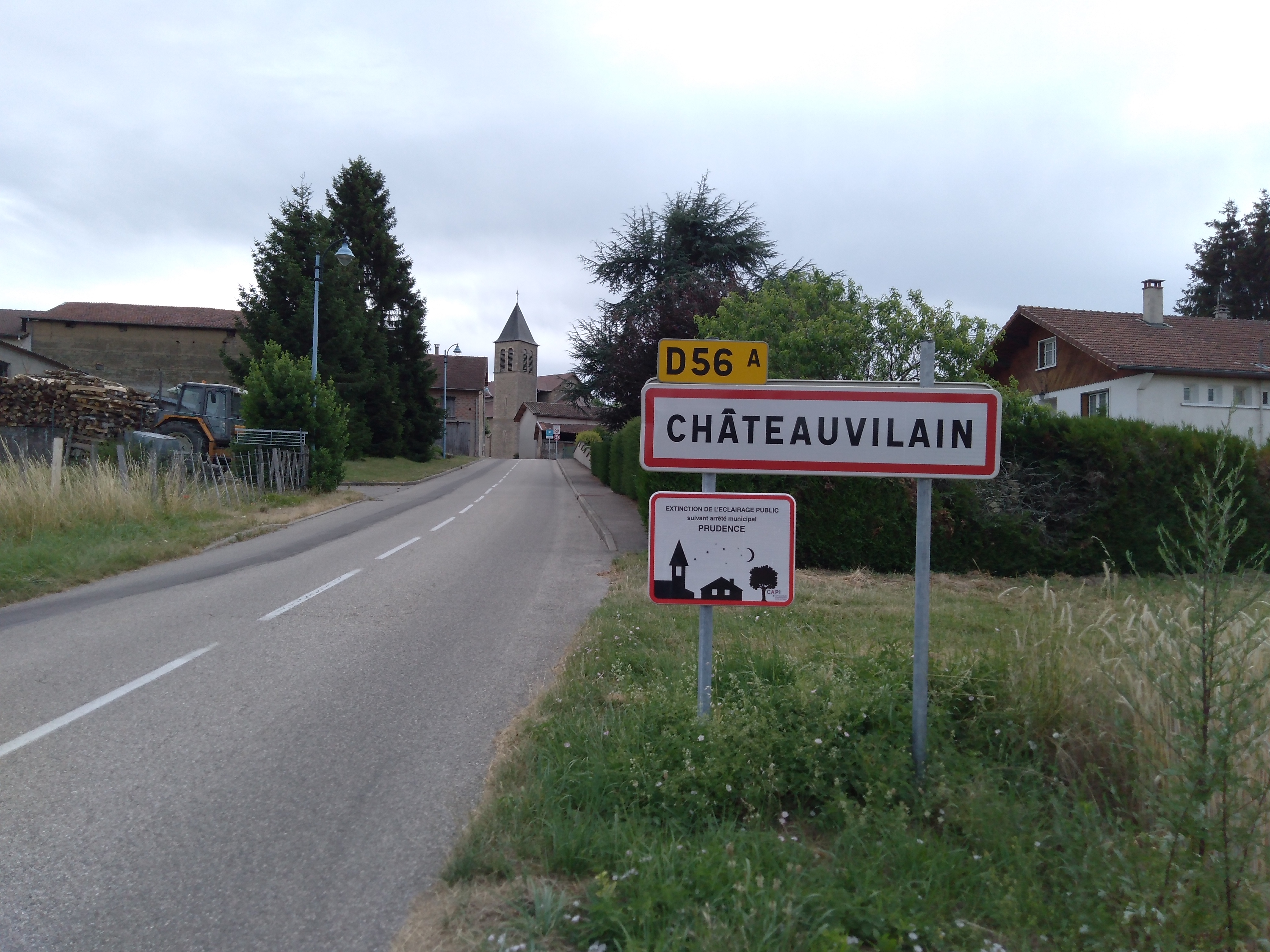
Entrée de Châteauvilain par la route de Nivolas-Vermelle

Le territoire communal est traversé par une seule route départementale, la RD520 qui correspond à l'ancien tracé de la RN520 qui autrefois reliait la ville de Bourgoin-Jallieu par Les Éparres à la commune des Échelles en Savoie. Cette route a été déclassée lors de la réforme de 1972.
La route départementale 1085 (RD1085) qui correspond à l'ancienne RN 85, reclassé en route départementale longe le territoire de la commune dans sa partie occidentale, en limite avec la commune des Éparres.
La RD56a relie le bourg de Châteauvilain au bourg d'Eclose (commune d'Eclose-Badinières).

## Urbanisme

### Typologie
Au 1er janvier 2024, Châteauvilain est catégorisée commune rurale à habitat dispersé, selon la nouvelle grille communale de densité à sept niveaux définie par l'Insee en 2022.
Elle est située hors unité urbaine. Par ailleurs la commune fait partie de l'aire d'attraction de Lyon, dont elle est une commune de la couronne,. Cette aire, qui regroupe 397 communes, est catégorisée dans les aires de 700 000 habitants ou plus (hors Paris),.

### Occupation des sols
L'occupation des sols de la commune, telle qu'elle ressort de la base de données européenne d’occupation biophysique des sols Corine Land Cover (CLC), est marquée par l'importance des territoires agricoles (72,9 % en 2018), une proportion identique à celle de 1990 (72,9 %). La répartition détaillée en 2018 est la suivante : 
terres arables (47,2 %), forêts (21,4 %), prairies (13 %), zones agricoles hétérogènes (12,6 %), zones urbanisées (5,8 %). L'évolution de l’occupation des sols de la commune et de ses infrastructures peut être observée sur les différentes représentations cartographiques du territoire : la carte de Cassini (XVIIIe siècle), la carte d'état-major (1820-1866) et les cartes ou photos aériennes de l'IGN pour la période actuelle (1950 à aujourd'hui).

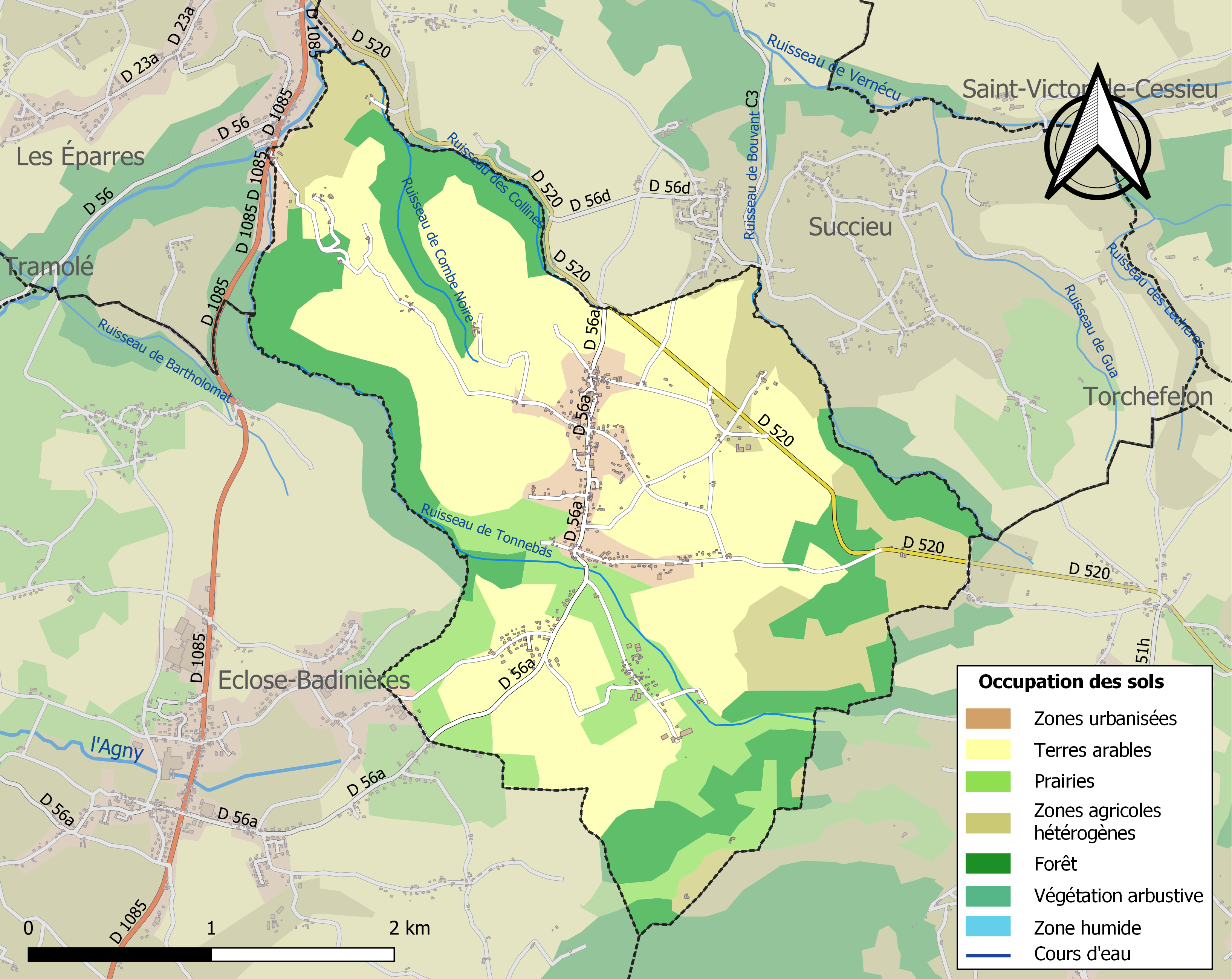
Carte des infrastructures et de l'occupation des sols de la commune en 2018 (CLC).

### Morphologie urbaine
Châteauvilain est une commune à l'aspect encore très rural dont le bourg et l'ensemble des hameaux sont essentiellement constitués de maisons rurales, de villas résidentielles de constructions récentes et d'anciens corps de fermes souvent réaménagés en maisons résidentielles.

### Hameaux, Lieux-dits et écarts
Voici, ci-dessous, la liste la plus complète possible des divers hameaux, quartiers et lieux-dits résidentiels urbains comme ruraux, ainsi que les écarts qui composent le territoire de la commune de Châteauvilain, présentés selon les références toponymiques fournies par le site géoportail de l'Institut géographique national.
| - Les Tourtes - Combe Noire - Buisson Bron - La Combe - La Boille - Les Brons - Combe Vieille - Bouvant | - Chavaux - Le Fayeu - Les Bruyères - L'Étang - Jouffray - Franchisson - Bouchardière - Les Vesves | - Les Combes - Les Rivaux - Les Armabets - Le Sibuet - Chambaburland - Munifex - Chatinet - Maison Chavrot |

### Eau et assainissement
La gestion du service du réseau d'eau potable et l'assainissement de Châteauvilain sont gérés par la communauté de communes.

### Risques naturels et technologiques

#### Risques sismiques
L'ensemble du territoire de la commune de Châteauvilain est situé en zone de sismicité n°3 (sur une échelle de 1 à 5), comme la plupart des communes de son secteur géographique.
| Type de zone | Niveau            | Définitions (bâtiment à risque normal) |
| ------------ | ----------------- | -------------------------------------- |
| Zone 3       | Sismicité modérée | accélération = 1,1 m/s2                |

## Toponyme
On trouve le nom latin « castrum vilanum » au XIIIe siècle. Entre 1790 et 1801 la commune s'appela Châteauvilain-Quinsonnas, du nom d'un hameau aujourd'hui rattaché à la commune voisine de Sérézin-de-la-Tour.
Selon André Planck, auteur du livre L'origine du nom des communes du département de l'Isère, le nom de Châteauvilain pourrait dériver d'une altération du terme Villard qui désigne un « village ». Châteauvilain signifierait donc « Château du village ».

## Histoire

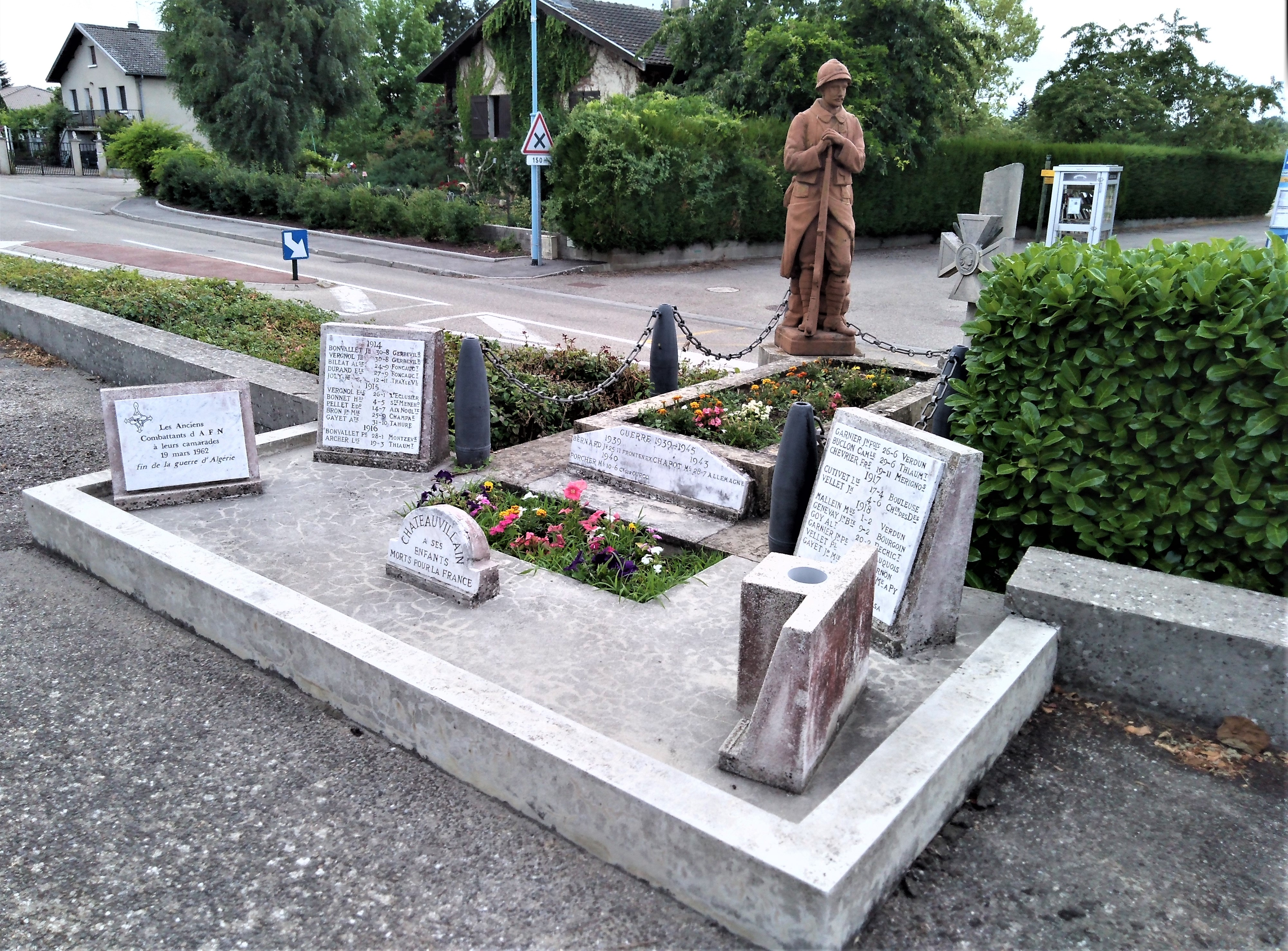
Monument aux morts de Chateauvilain en juillet 2019

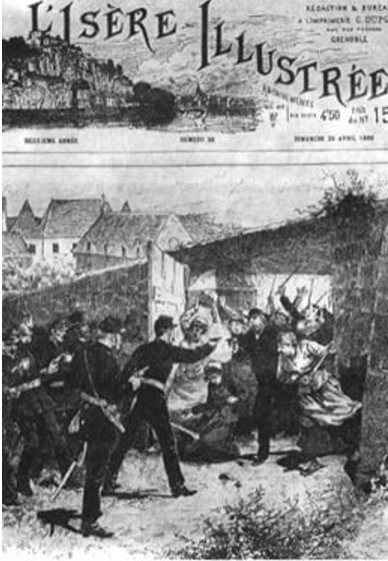
Entrée des gendarmes dans l'usine de la combe de Châteauvilain
(Numéro de l'Isère illustrée)

### Préhistoire et Antiquité
Le secteur actuel de la commune de Châteauvilain se situe à l'ouest du territoire antique des Allobroges, ensemble de tribus gauloises occupant l'ancienne Savoie, ainsi que la partie du Dauphiné, située au nord de la rivière Isère.

### Moyen Âge et Temps Modernes
Jusqu’à la fin du XIIIe siècle, Châteauvillain fait partie des terres de la Baronnie de La Tour du Pin qui recouvrent très approximativement les cantons actuels de Crémieu, Bourgoin-Jallieu et La Tour du Pin.

### Époque contemporaine
Petit village de moins de 800 habitants et situé à l'écart des grandes agglomérations, Châteauvilain fut pourtant le théâtre de plusieurs drames espacés d'un siècle dans le temps mais survenus dans le même secteur du village.

#### L'affaire de Châteauvilain
L'usine de la Combe est située en limite du territoire communal, non loin du territoire de la commune des Eparres, au hameau de La Combe. Il s'agit d'une usine-pensionnat (le personnel travaille et habite sur place) qui fournit de l'emploi à près de 350 ouvrières appartenant aux frères Giraud, qui habitent Lyon.
L'entreprise abrite une chapelle construite en 1843, lors de l'achat de l'usine, puis déplacée dans le bâtiment principal en 1885 et ce bâtiment à usage religieux est point de départ de l'affaire liée à une rivalité entre le maire Douillet, républicain, et le curé Guillaud, oncle du directeur et soutenu par les patrons de l'usine. Le préfet prend un arrêté le 2 avril 1886 pour faire fermer définitivement la chapelle, car celle-ci est considérée comme un lieu de culte non autorisé par le gouvernement de la république française qui défend la laïcité.
Afin de faire appliquer sa décision, le préfet fait appel à la force publique, soit un peloton de gendarmerie qui intervient sur le site. Une grande confusion entre les forces de l'ordre d'une part et une partie des membres du personnel venus défendre la chapelle s'ensuit et entraînera la mort d'une ouvrière dénommée Henriette Bonnevie, tuée par un tir effectué par un membre de la gendarmerie

#### Le drame de la Combe des Éparres
Une descente routière très abrupte sur la route de Bourgoin à Grenoble et qui se termine sur le pont franchissant l'Agny, correspondant à la limite du territoire communal avec celui des Éparres, a connu un drame évoqué dans de nombreux médias locaux et nationaux. Le 7 janvier 1993, un chauffeur de camion perd le contrôle de son véhicule dans la descente de cette rampe dite de « La Combe ». Le véhicule prend immédiatement feu après avoir heurté d'autres véhicules à l'arrêt. Le bilan définitif constaté après l'intervention des pompiers est de dix morts et six blessés.

#### Le drame de la ferme Nurdin
Le 27 novembre 2023 au soit, les pompiers de Bourgoin-Jallieu ont dû intervenir pour mettre un terme à l’incendie d’une maison, dans laquelle deux corps ont été retrouvés. Il s’agit couple Nurdin, un couple âgé d’une cinquantaine d’années environ, qui habitait la commune depuis à peu près quinze ans. Cet incendie est lié à un acte criminel, ces personnes ayant été préalablement blessées par arme à feu et leur voiture ayant disparu.

## Politique et administration

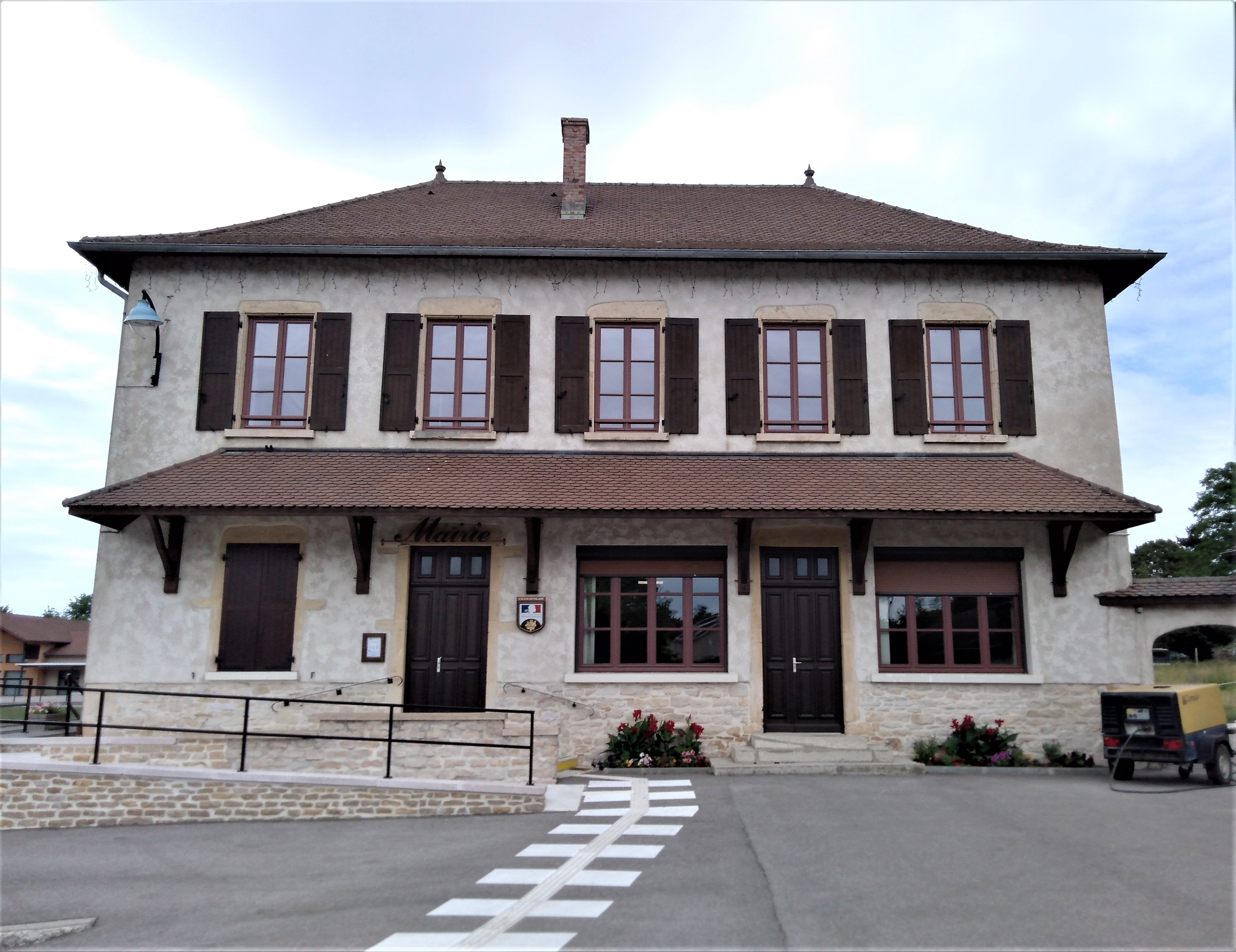
Mairie de Chateauvilain en juillet 2019

### Liste des maires
Voici, ci dessous, la liste des maires depuis la fin de la Première guerre mondiale :
| Période                                  | Période  | Identité              | Étiquette | Qualité  |
| ---------------------------------------- | -------- | --------------------- | --------- | -------- |
| 1919                                     | 1925     | Alphonse Piraud       |           |          |
| 1925                                     | 1934     | Joseph Janin          |           |          |
| 1934                                     | 1935     | Emile Bron            |           |          |
| 1935                                     | 1938     | Eugène Girard         |           |          |
| 1938                                     | 1939     | Jean-François Garnier |           |          |
| 1939                                     | 1944     | Auguste Douillet      |           |          |
| 1944                                     | 1945     | Pierre Garnier        |           |          |
| 1945                                     | 1953     | Auguste Douillet      |           |          |
| 1953                                     | 1984     | Pierre Garnier        |           |          |
| 1984                                     | 2001     | Gérard Garnier        |           |          |
| mars 2001                                | En cours | Daniel Gaude          | SE        | Retraité |
| Les données manquantes sont à compléter. |          |                       |           |          |

## Population et société

### Démographie
L'évolution du nombre d'habitants est connue à travers les recensements de la population effectués dans la commune depuis 1793. Pour les communes de moins de 10 000 habitants, une enquête de recensement portant sur toute la population est réalisée tous les cinq ans, les populations de référence des années intermédiaires étant quant à elles estimées par interpolation ou extrapolation. Pour la commune, le premier recensement exhaustif entrant dans le cadre du nouveau dispositif a été réalisé en 2006.

En 2022, la commune comptait 744 habitants, en évolution de +4,64 % par rapport à 2016 (Isère : +3,07 %, France hors Mayotte : +2,11 %).
| 1793 | 1800 | 1806 | 1821 | 1831 | 1836 | 1841 | 1846 | 1851 |
| ---- | ---- | ---- | ---- | ---- | ---- | ---- | ---- | ---- |
| 457  | 535  | 553  | 575  | 685  | 688  | 692  | 734  | 658  |

| 1856 | 1861 | 1866 | 1872 | 1876 | 1881 | 1886 | 1891 | 1896 |
| ---- | ---- | ---- | ---- | ---- | ---- | ---- | ---- | ---- |
| 595  | 626  | 628  | 586  | 584  | 546  | 577  | 554  | 509  |

| 1901 | 1906 | 1911 | 1921 | 1926 | 1931 | 1936 | 1946 | 1954 |
| ---- | ---- | ---- | ---- | ---- | ---- | ---- | ---- | ---- |
| 520  | 524  | 470  | 445  | 438  | 399  | 368  | 372  | 373  |

| 1962 | 1968 | 1975 | 1982 | 1990 | 1999 | 2006 | 2011 | 2016 |
| ---- | ---- | ---- | ---- | ---- | ---- | ---- | ---- | ---- |
| 354  | 365  | 355  | 429  | 438  | 483  | 587  | 645  | 711  |

| 2021 | 2022 | - | - | - | - | - | - | - |
| ---- | ---- | - | - | - | - | - | - | - |
| 747  | 744  | - | - | - | - | - | - | - |

### Enseignement
La commune est rattachée à l'académie de Grenoble (Zone A)

### Médias
Historiquement, le quotidien à grand tirage Le Dauphiné libéré consacre, chaque jour, y compris le dimanche, dans son édition du Nord-Isère, un ou plusieurs articles à l'actualité de la ville, ainsi que des informations sur les éventuelles manifestations locales, les travaux routiers, et autres événements divers à caractère local.

### Cultes

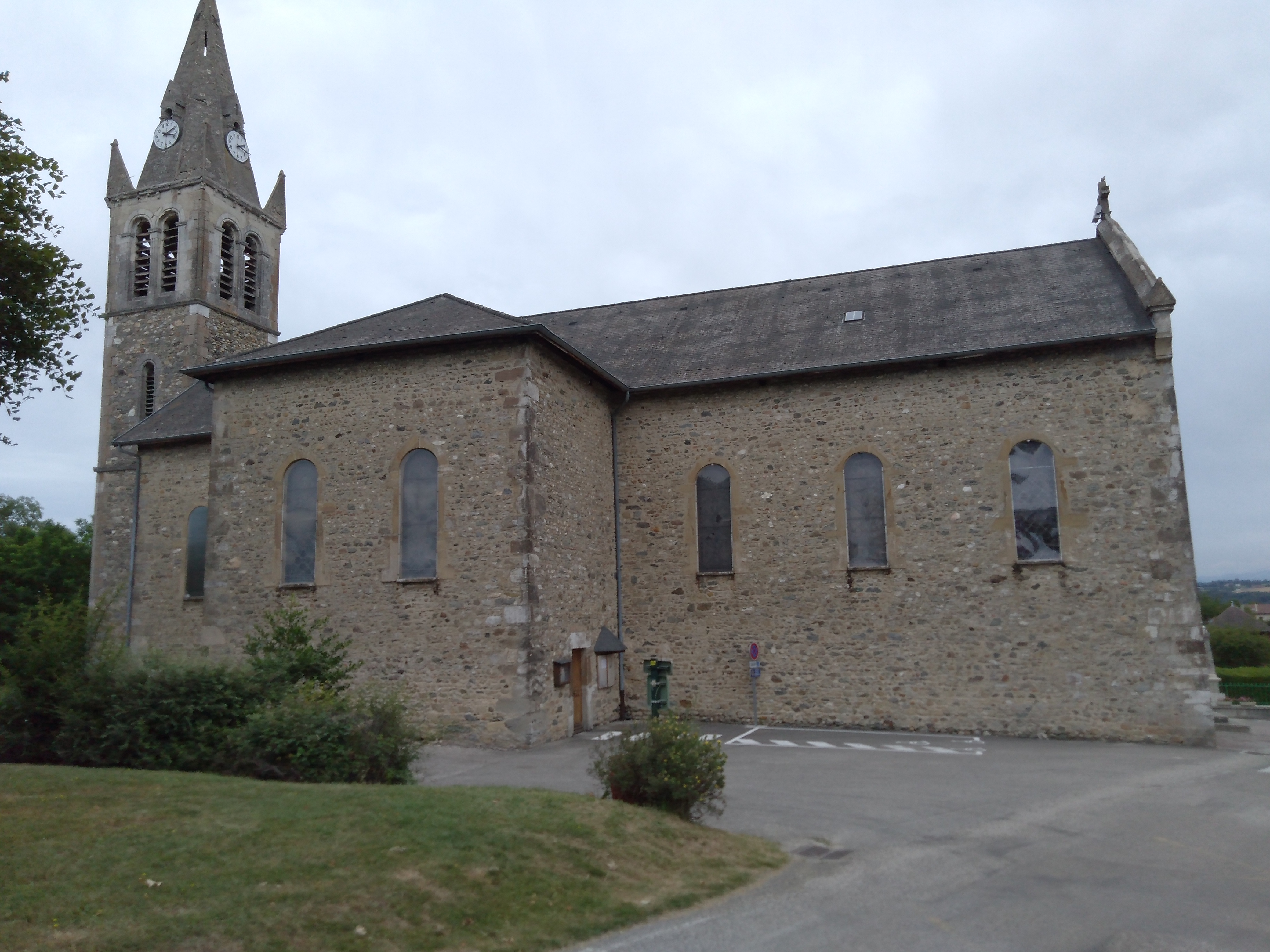
Église de Châteauvilain

La communauté catholique de Châteauvilain est desservie par la paroisse Saint-François d'Assise qui recouvre vingt communes et vingt-trois églises. La paroisse est organisée en sept relais, celle de Châteauvilain porte le nom d'Agny‐Terres Froides, rattachée  au diocèse de Grenoble-Vienne.

## Culture et patrimoine

### Lieux et monuments

#### Cimetière communal
- Le cénotaphe d’Henriette Bonnevie

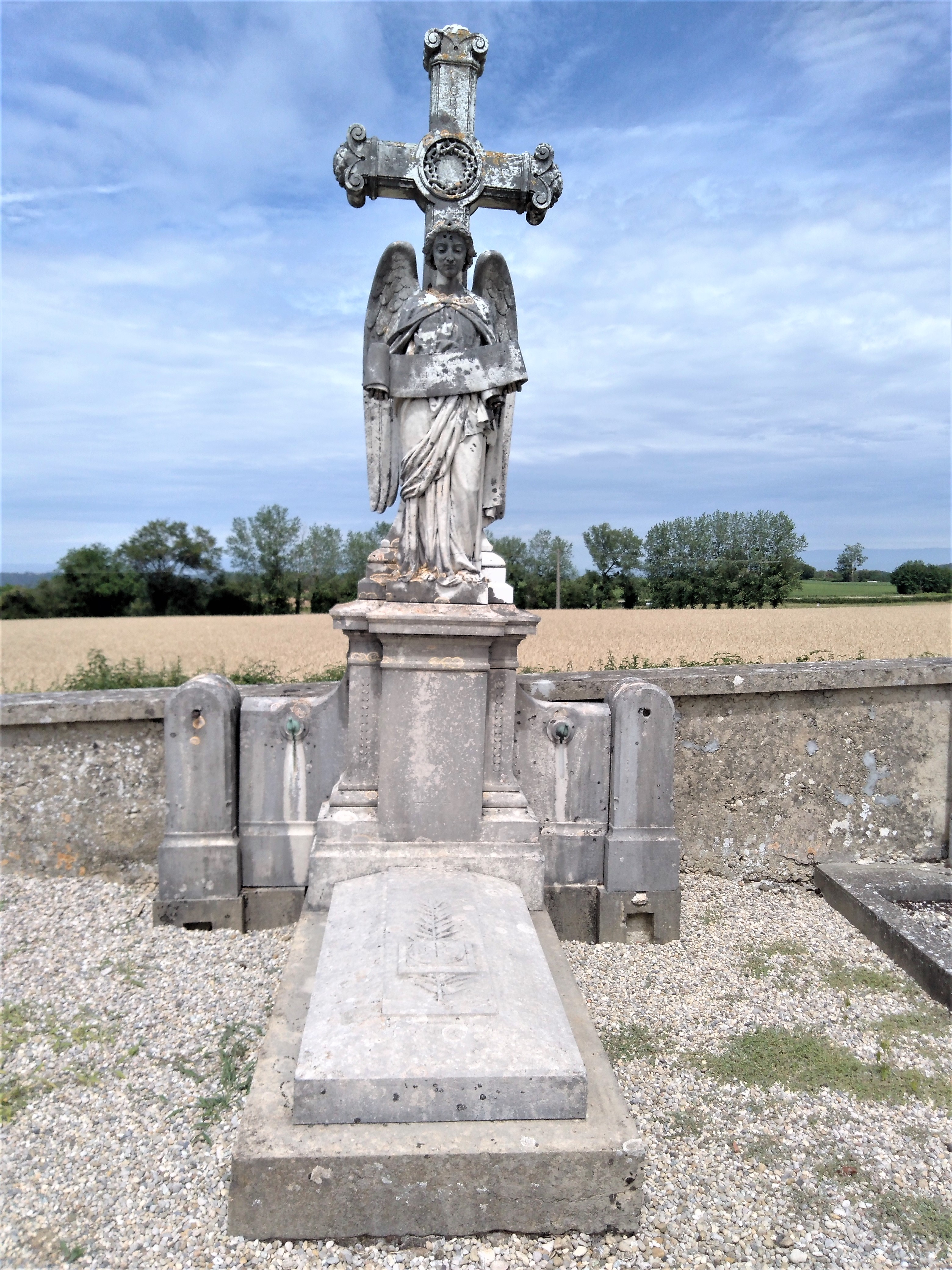
Cénotaphe d’Henriette Bonnevie en juillet 2019

Il s'agit de la tombe d'une ouvrière de l’usine-pensionnat Giraud qui fut tuée lors des affrontements entre les employés et les forces de l’ordre venues pour fermer la chapelle non autorisée de l’usine à la fin du XIXe siècle. Érigée en victime des persécutions, une souscription est lancée à sa mémoire qui permettra de faire réaliser ce cénotaphe d'une valeur artistique jugée suffisante pour que le monument soit classé dans la base Patrimoine Isère

### Autres monuments et sites
- L'ancien lavoir situé dans le hameau de La Combe
- L'ancienne conciergerie
- L'église paroissiale Saint-Martin de Châteauvilain

### Personnalités liées à la commune
- Jules Fischer, directeur de l'usine textile de Chateauvilain, employant près de 350 ouvrières en 1886.
- Henriette Bonnevie, ouvrière de la même usine et tuée lors d'une opération de gendarmerie et enterrée dans le cimetière communal.

Ils sont tous les deux, protagonistes de « l'affaire de Chateauvilain » (voir chapitre : Histoire).

### Héraldique
| Blason de Châteauvilain | Blason  | Écartelé en 1) de gueules à trois fleurs lys d'argent ; en 2) d'argent à une ombre de tête de chèvre ; en 3) d'argent à une tour en bois au naturel ; et en 4) d'azur à un dauphin d'argent. |
| Blason de Châteauvilain | Détails | Le statut officiel du blason reste à déterminer. |